# Mesa Verde National Park
Mesa Verde National Park er en nationalpark og et verdensarvssted i delstaten Colorado i USA. Parken blev etableret 29. juni 1906, og er på 211 km². De vigtigste attraktioner i nationalparken er et utal ruiner af huse og landsbyer fra 1200-tallet og nyere tid, bygget af anasazifolket som klippehuse – bygninger bygget i grotter og under udspring i klipperne.
Det mest kendte af boliganlæggene er Cliff Palace der har 150 værelser og 23 kivaer (religiøse rum), og antages at være det største klippehus i Nordamerika. Andre anlæg er Mug House, Spruce Tree House, Square Tower House, Mesa Verde Reservoirs og Balcony House.
Det spanske udtryk Mesa Verde betyder «grønt bord», og kommer af at mesaen var dækket af ener og pinjer.
Den svenske arkæolog Gustaf Nordenskiöld (1868-1895; søn af Adolf Erik Nordenskiöld) var den første som udforskede de gamle klippebyer, og han udgav sin bog The Cliff Dwellers of the Mesa Verde i Stockholm i 1893.
Nationalparken blev etableret 29. juni 1906. Et lille område af nationalparken på 34 km² er siden 1976 yderligere beskyttet som Mesa Verde Wilderness. Parken blev optaget på UNESCOs verdensarvsliste i 1978.

## Billedgalleri
- Mesa Verde National Park
- Cliff Canyon
- Balkony House
- Cliff Palace
- Cliff Palace
- Spruce Tree House
- Spruce Tree House
- Step House
- Square Tower House